# Osama Galal
Osama Galal Hamed Toeima, noto semplicemente come Osama Galal (Tanta, 17 settembre 1997), è un calciatore egiziano, difensore del Pyramids.

## Carriera

### Club
Debutta fra i professionisti il 25 maggio 2017 con la maglia del Petrojet in occasione dell'incontro di Prima Lega pareggiato 0-0 contro l'ENPPI.

### Nazionale
Ha giocato nelle nazionali giovanili egiziane Under-20 ed Under-23.
Nel 2021 viene convocato dalla nazionale olimpica egiziana per prendere parte alle Olimpiadi di Tokyo.
Nel 2022 ha esordito nella nazionale maggiore egiziana.

## Statistiche

### Presenze e reti nei club
Statistiche aggiornate al 28 dicembre 2023.
| Stagione        | Squadra         | Campionato      | Campionato | Campionato | Coppe nazionali | Coppe nazionali | Coppe nazionali | Coppe continentali | Coppe continentali | Coppe continentali | Altre coppe | Altre coppe | Altre coppe | Totale | Totale | Totale |
| Stagione        | Squadra         | Comp            | Pres       | Reti       | Comp            | Pres            | Reti            | Comp               | Pres               | Reti               | Comp        | Pres        | Reti        | Pres   | Reti   |        |
| --------------- | --------------- | --------------- | ---------- | ---------- | --------------- | --------------- | --------------- | ------------------ | ------------------ | ------------------ | ----------- | ----------- | ----------- | ------ | ------ | ------ |
| 2016-2017       | Petrojet        | PL              | 4          | 0          | CE              | 0               | 0               | -                  | -                  | -                  | -           | -           | -           | 4      | 0      |        |
| 2017-2018       | ENPPI           | PL              | 1          | 0          | CE              | 0               | 0               | -                  | -                  | -                  | -           | -           | -           | 1      | 0      |        |
| 2018-2019       | Misr Lel Makasa | PL              | 12         | 0          | CE              | 0               | 0               | -                  | -                  | -                  | -           | -           | -           | 12     | 0      |        |
| 2019-2020       | ENPPI           | PL              | 25         | 0          | CE              | 1               | 0               | -                  | -                  | -                  | -           | -           | -           | 26     | 0      |        |
| 2020-gen. 2021  | ENPPI           | PL              | 2          | 0          | CE              | 0               | 0               | -                  | -                  | -                  | -           | -           | -           | 2      | 0      |        |
| Totale ENPPI    | Totale ENPPI    | Totale ENPPI    | 28         | 0          |                 | 1               | 0               |                    | -                  | -                  |             | -           | -           | 29     | 0      |        |
| gen.-giu. 2021  | Pyramids        | PL              | 8          | 1          | CE              | 2               | 0               | CC                 | 5                  | 0                  | -           | -           | -           | 15     | 1      |        |
| 2021-2022       | Pyramids        | PL              | 19         | 2          | CE              | 3               | 0               | CC                 | 7                  | 0                  | -           | -           | -           | 29     | 2      |        |
| 2022-2023       | Pyramids        | PL              | 12         | 0          | CE              | 0               | 0               | CC                 | 5                  | 0                  | SE          | 0           | 0           | 17     | 0      |        |
| 2023-2024       | Pyramids        | PL              | 1          | 0          | CE              | 0               | 0               | CCL                | 3                  | 0                  | SE          | 2           | 0           | 6      | 0      |        |
| Totale Pyramids | Totale Pyramids | Totale Pyramids | 40         | 3          |                 | 5               | 0               |                    | 20                 | 0                  |             | 2           | 0           | 67     | 3      |        |
| Totale carriera | Totale carriera | Totale carriera | 84         | 3          |                 | 6               | 0               |                    | 20                 | 0                  |             | 2           | 0           | 112    | 3      |        |

### Cronologia presenze e reti in nazionale
| Cronologia completa delle presenze e delle reti in nazionale ― Egitto | Cronologia completa delle presenze e delle reti in nazionale ― Egitto | Cronologia completa delle presenze e delle reti in nazionale ― Egitto | Cronologia completa delle presenze e delle reti in nazionale ― Egitto | Cronologia completa delle presenze e delle reti in nazionale ― Egitto | Cronologia completa delle presenze e delle reti in nazionale ― Egitto | Cronologia completa delle presenze e delle reti in nazionale ― Egitto | Cronologia completa delle presenze e delle reti in nazionale ― Egitto |
| Data                                                                  | Città                                                                 | In casa                                                               | Risultato                                                             | Ospiti                                                                | Competizione                                                          | Reti                                                                  | Note                                                                  |
| --------------------------------------------------------------------- | --------------------------------------------------------------------- | --------------------------------------------------------------------- | --------------------------------------------------------------------- | --------------------------------------------------------------------- | --------------------------------------------------------------------- | --------------------------------------------------------------------- | --------------------------------------------------------------------- |
| 18-11-2022                                                            | Al Kuwait                                                             | Belgio                                                                | 1 – 2                                                                 | Egitto                                                                | Amichevole                                                            | -                                                                     | 77’ 90+1’                                                             |
| Totale                                                                |                                                                       | Presenze                                                              | 1                                                                     |                                                                       | Reti                                                                  | 0                                                                     |                                                                       |

## Palmarès

### Club

#### Competizioni nazionali
- Coppa d'Egitto: 1

Pyramids: 2023-2024

#### Competizioni internazionali
- CAF Champions League: 1

Pyramids: 2024-2025

### Nazionale
- Coppa d'Africa Under-23: 1

Egitto 2019